# Heng Samrin
Heng Samrin (en jemer: ហេង សំរិន; nacido el 25 de mayo de 1934) es un político comunista camboyano que ejerció como Presidente de la Asamblea Nacional de Camboya entre 2006 y 2023. Entre 1979 y 1992, fue el líder de facto de la República Popular de Kampuchea, respaldada por Vietnam, y Secretario General del Partido Revolucionario Popular de Kampuchea entre 1981 y 1991.
Ha sido miembro del Parlamento desde 1993. A los 87 años, es el parlamentario más anciano de Camboya. Su título honorario es "Samdech Akkeak Moha Ponhea Chakrei Heng Samrin" (en jemer: សម្តេចអគ្គមហាពញាចក្រី ហេង សំរិន; romanizado como Sâmdăch Ăkkeăk Môha Pônhéa Chăkrei Héng Sâmrĭn).

## Vida y carrera
Heng Samrin nació en la provincia de Kompung Cham, en Camboya, en 1934. Se unió al Partido Comunista de Kampuchea y a los Jemeres Rojos dirigidos por Pol Pot, y se convirtió en comisario político y comandante militar cuando éstos, apoyados por China, tomaron el poder en 1975. En 1978, después de una serie de purgas violentas dentro de la dirección de los Jemeres Rojos en las que muchos cuadros prominentes a los que Pol Pot consideraba rivales potenciales fueron ejecutados, huyó a Vietnam.
En territorio vietnamita fue uno de los fundadores del Frente de Unidad Nacional para la Salvación de Kampuchea (FUNSK). Ese mismo año, Heng regresó a la Kampuchea Democrática y organizó un movimiento de resistencia con el apoyo de Vietnam y la Unión Soviética.
Tras la invasión vietnamita de Camboya que derrocó a los Jemeres Rojos en 1979, las autoridades ocupantes vietnamitas establecieron la República Popular de Kampuchea, instalando a Heng y a otros comunistas pro-vietnamitas como líderes del nuevo gobierno. Heng fue nombrado presidente del Consejo Popular Revolucionario de la RPK en 1979. En 1981 fue elegido presidente del Consejo de Estado y secretario general del Partido Popular Revolucionario. Aunque en principio fue el líder efectivo del gobierno, perdió mucho de su poder político cuando Hun Sen fue nombrado primer ministro de la RPK en 1985.

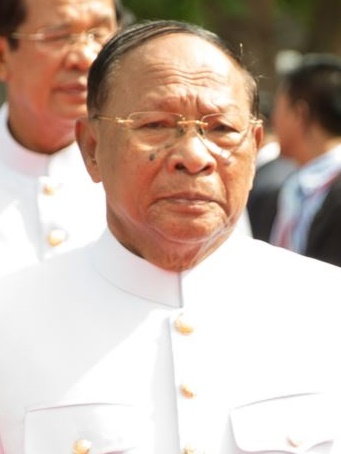
Heng Samrin en el 2018.

Mientras la influencia vietnamita iba decreciendo, Heng fue perdiendo gradualmente sus posiciones, incluyendo el puesto de Secretario General en 1991 y el de Presidente del Consejo de Estado en 1992. Cuando el rey Norodom Sihanouk fue repuesto en el trono en 1993, a Heng Samrin se le concedió el título honorario de Sâmdech o asesor veterano del rey, y fue nombrado presidente de honor del nuevo Partido Popular de Camboya de Hun Sen. Fue vicepresidente de la Asamblea Nacional de Camboya entre 1998 y 2006. Desde ese último año, ejerce el cargo de presidente del Frente de Solidaridad para el Desarrollo de la Patria Camboyana.
El Partido Popular de Camboya recientemente publicó un libro sobre Heng Samrin titulado "Un hombre del pueblo", en el que se le califica como un héroe. De acuerdo con el libro, entre los simpatizantes del gobernante PPC Heng Samrin es una "figura respetada y muy amada", incluso a pesar de sus últimos cargos de carácter meramente ceremonial. Su título completo fue Samdach Akeak Moha Ponhea Chakrei Heng Samrin, Protean Radhsaphea ney Preah Reacheanachak Kampuchea (en jemer: សម្តេចអគ្គមហាពញាចក្រី ហេង សំរិន ប្រធានរដ្ឋសភា នៃព្រះរាជាណាចក្រកម្ពុជា).